# Angelo da Massaccio
Angelo da Massaccio (Massaccio, ... – Santa Maria della Serra, 1458 circa) è stato un religioso italiano.
Sacerdote camaldolese, il suo culto come martire e beato è stato confermato da papa Gregorio XVI nel 1842.

## Biografia
Nacque a Massaccio (l'antica Cupramontana) nella seconda metà del Trecento e fu priore del monastero camaldolese di Santa Maria della Serra.
Secondo una tradizione tramandata anche da Giacomo della Marca, mentre passeggiava in un bosco vicino al suo monastero, incontrò un gruppo di eretici berlotani intenti a tagliare legna e li rimproverò  di non santificare il giorno festivo: i taglialegna lo aggredirono con le loro asce e lo uccisero.

## Il culto
Documenti del 1492 e del 1494 attestano che il suo corpo era già all'epoca sepolto e onorato sotto l'altare maggiore della chiesa monastica di Santa Maria della Serra, detta popolarmente di Sant'Angelo. Il culto verso il camaldolese si sviluppò particolarmente nel XVII secolo e nel 1616 il comune di Cupramontana finanziò la realizzazione di una nuova urna del martire e lo proclamò patrono della cittadina.
Papa Gregorio XVI, con decreto del 27 settembre 1842, ne confermò il culto con il titolo di beato.
Il suo elogio si legge nel martirologio romano all'8 maggio.